# Ya Kid K
Manuela Barbara Kamosi Moaso Djogi (Kinsasa, 26 de enero de 1972), más conocida como Ya Kid K, es una cantante belga-congoleña, reconocida por su asociación con la agrupación de música house Technotronic y por su carrera como solista. Aunque no apareció en el vídeoclip oficial, Ya Kid K aportó su voz en el éxito mundial de Technotronic 1989 "Pump Up the Jam". Su hermana es la también cantante Karoline 'Leki' Kamosi.

## Discografía

### Con Technotronic
- 1989 - Pump Up the Jam
- 1990 - Trip on This: The Remixes

### Como solista
- 1992 - One World Nation (The Kids Shall Overcome)
- 2014 - Stalled Constructions